# I formalisti russi
I formalisti russi: teoria della letteratura e metodo critico (Théorie de la littérature: Textes des formalistes russes) è un saggio antologico curato dal giovane critico bulgaro Tzvetan Todorov e apparso in lingua francese nel 1965: è una raccolta di alcuni fra i più importanti testi di teoria letteraria prodotti da critici appartenenti al "formalismo russo", la scuola di teoria letteraria e metodo critico che fiorì a Mosca e a Leningrado tra il 1915 e il 1930. Il saggio contribuì alla divulgazione del formalismo russo «nella prospettiva di una scienza della letteratura, la "poetica", volta a studiare le leggi generali e le proprietà astratte del discorso letterario». L'antologia fu tradotta in italiano, spagnolo, portoghese, giapponese, coreano, turco e greco.

## Indice

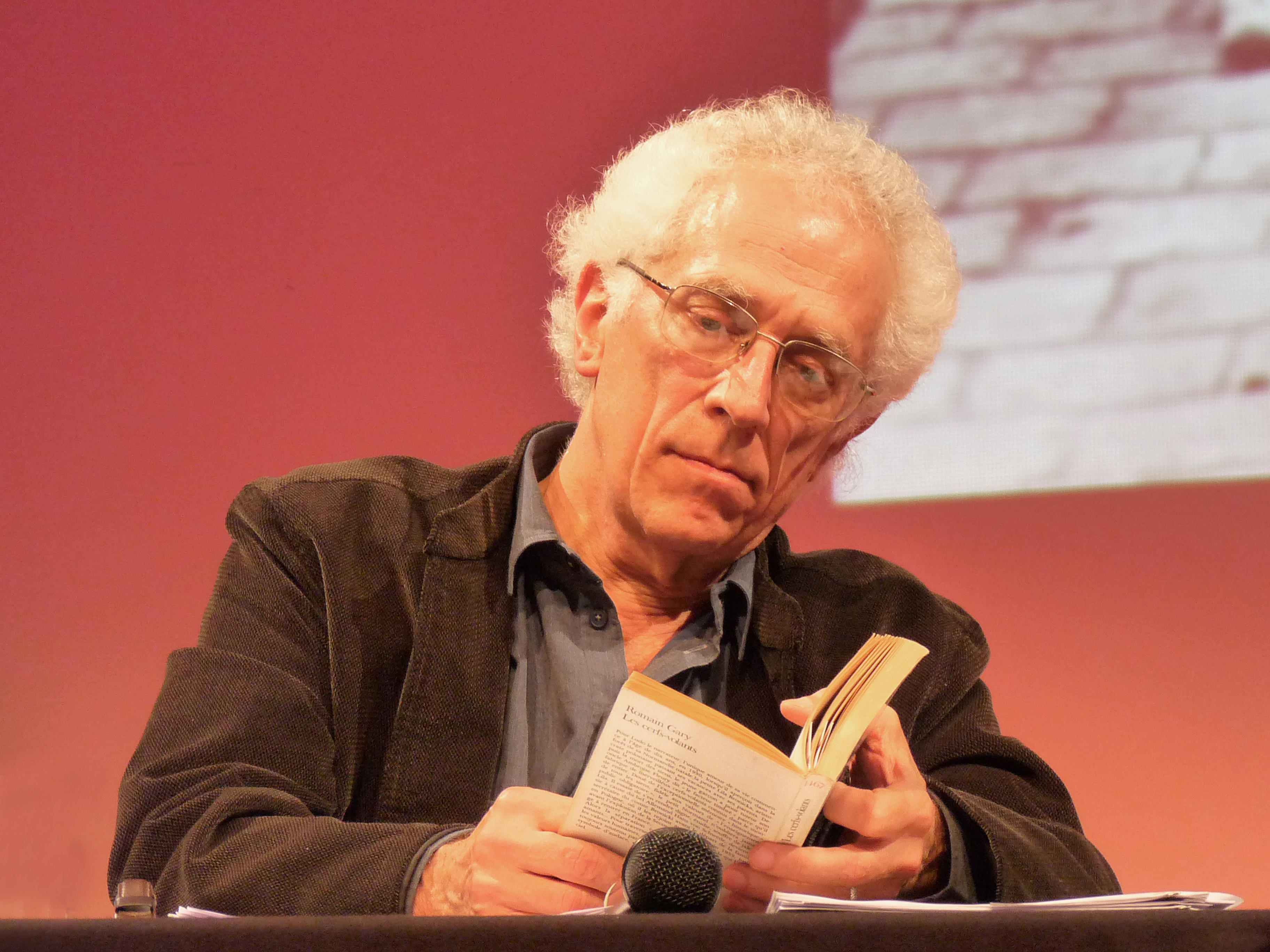
Tzvetan Todorov (2011)

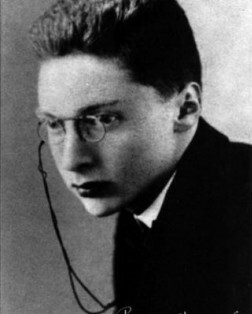
Roman Jakobson (1917)

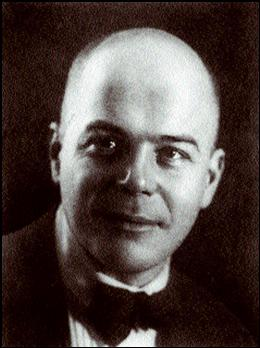
Viktor Šklovskij (anni '20)

## Edizioni
- Théorie de la littérature: Textes des formalistes russes réunis, présentés et traduits par Tzvetan Todorov; préface de Roman Jakobson, Paris: Éditions du Seuil, 1965.
- I formalisti russi: teoria della letteratura e metodo critico; a cura di Tzvetan Todorov; edizione italiana curata da Gian Luigi Bravo; traduzioni dagli originali francesi e russi di Gian Luigi Bravo, Cesare De Michelis, Remo Faccani, Paolo Fossati, Renzo Oliva, Carlo Riccio e Vittorio Strada; prefazione di Roman Jakobson. Torino: Einaudi, 1968, Coll. Piccola Biblioteca Einaudi n. 111, ISBN 88-06-04408-7